# CM&
Noticiero CM& (anteriormente conocido como Noticentro 1 CM&) fue un noticiero colombiano lanzado el 2 de enero de 1992 por la Cadena Uno. Fue dirigido por Yamid Amat y entre el 7 de enero de 2020 y el 24 de octubre de 2024 se emitió de lunes a viernes a las 9:00 p.m. cuando fue renombrado como Noticentro 1 CM&. Luego se volvió a bautizar como CM& hasta su salida definitiva del aire el 14 de noviembre de 2024.

## Nombre
CM& son siglas de Compañía de Medios de Información. La & (traducida como y) fue adoptada en junio de 1992 durante un cambio de imagen del noticiero. La marca de Noticentro fue impuesta por Hemisphere Media Group con la intención de unificar el nombre de sus informativos, tal y como lo ha hecho en la estación puertorriqueña WAPA-TV; mismo motivo por el que se eliminó la franja informativa de los fines de semana.

## Historia

### Inicios comoNoticiero CMI
Fue creado el 2 de enero de 1992 por los periodistas Yamid Amat y Juan Gossain con el nombre de Noticiero CMI y se comenzó a emitirse de lunes a viernes a las 9:30 p. m. con las conducciones del mismo Yamid Amat pero con Manuel Teodoro y María Cecilia Botero.

### 1998 a 2020:Noticiero CM&
En junio de ese mismo año, el Noticiero CMI, cambia de imagen y nombre y pasa a llamarse Noticiero CM&.
En junio de 1998, Yamid Amat renuncia al noticiero para dirigir Caracol Noticias.
Desde el 2000 y hasta el 2001, el Noticiero CM& se llegó a emitirse de lunes a viernes a las 12:30 pm por el Canal 1 en reemplazo del noticiero 24 Horas y los fines de semana y festivos en cesión con NTC Televisión el informativo NTC Noticias también al mediodía en reemplazo del noticiero antes mencionado en simultáneo con el Canal A.
En el 2002, Yamid Amat retoma la dirección del Noticiero CM&.
En el 2004, se creó La Franja Informativa CM&, debido a los cambios a la programación del Canal Uno y empezaba de 8:00 pm a 10:00 pm.
El 14 de agosto de 2017, se cambia la imagen del noticiero, debido a la reestructuración a la programación de Canal 1.

### 2020 a 2024:Noticentro 1 CM&
El 7 de enero de 2020, el Noticiero CM& cambia de nombre y pasa a llamarse Noticentro 1 CM&.
En ese mismo año, Noticentro 1 CM& comienza a tener una alianza informativa con Univisión.

### 2024:Noticiero CM&
El 25 de octubre de 2024 faltando casi 14 dias de su última emisión el noticiero vuelve a tener su nombre original desde que se dejo de llamar desde el año 2020 así para finalizar sus emisiones el 14 de noviembre de 2024  
El Noticiero CM& llegó a su última emisión el día 14 de noviembre de 2024, dando por finalizado al noticiero, tras de 33 años de estar al aire de manera ininterrumpida.

## Presentadores
- Yamid Amat (1992)
- Manuel Teodoro (1992-1995) / (2006-2007)
- María Cristina Uribe (1992-1995)
- María Cecilia Botero (1992-1995)
- Néstor Morales (1992-1998)
- Viena Ruiz (1993-1998)
- César Augusto Londoño (1993-2003) / (2007-2013)
- Janet Hinostroza (1994-1995)
- María Elvira Arango (1995-1998)
- Claudia Gurisatti (1995-1998)
- Jaime Garzón† (1997-1998)
- Claudia Palacios (1997-1998) / (2014-2016) / (2019-2024)^
- Ilia Calderón (1997-2001)
- María Alejandra Villamizar (1998-2001)
- Pilar Vélez (1997-2003)
- Miguel Cote (1997-2013)
- Carlos Julio Guzmán (1998)
- Marcela Carvajal (1998-1999)
- Luis Horacio Escobar (1999-2001)
- Paola Turbay (1999-2002)
- Mónica Rodríguez (2001-2002)
- Lina Marulanda†(2001-2002)
- Adriana Arboleda (2002-2003)
- Claudia Hoyos (2002-2007) / (2007-2011)
- Liliana Moreno (2002-2003)
- Catalina Gómez (2002-2005)
- Adolfo Pérez (2002-2008)
- Mauricio Arroyave (2002-2011)
- Marío César Otálvaro (2002-2014)
- Bianca Gambino (2003-2014) / (2022-2024) -reemplazos-^
- Mábel Kremer (2004-2005)
- María Mercedes Ruiz (2004-2006)
- Sandra Posada (2005-2006)
- Adriana Vargas (2005-2006)
- Adriana Duque (2006)
- María Fernanda Barbosa (2006-2007)
- Eva Rey (2006-2008)
- Carolina Oliver (2006-2011) / (2017) -reemplazos-
- Silvia Parra (2006-2014)
- María Andrea Vernaza (2006-2017)
- Mauricio Gómez† (2006-2018)
- Hayfa Numa (2007-2011)
- Sonia Cubides (2008-2009)
- Isabel Cristina Estrada (2008-2009)
- Alexandra Santos (2009-2011)
- Johanna Palacios (2009-2014)
- Jorge Rebollo (2011)
- Laura Tobón (2011-2012)
- Mónica Jaramillo (2011-2013)
- Carlos Grosso (2011-2014)
- Ana María Trujillo (2011-2015)
- Catalina Aristizábal (2011-2016)
- Andreína Solórzano (2011-2017)
- Inés María Zabaraín (2011-2019)
- Gina Acuña (2013-2019) / (2022-2024) -reemplazos-
- Adriana Tono (2013-2024)
- Stefanny Giraldo (2014)
- Laura Archbold (2014)
- Estefanía Meira-Serantes (2014-2015)
- Alejandra Ortiz Chagín (2014-2016)
- Santiago Uribe Zamora (2014-2016)
- Santiago López González (2014-2017)
- Adrián Magnoli (2014-2018)
- Julieta Piñeres (2014-2019)
- Javier Carbonell (2014-2024) -reemplazos-±
- Violeta Bergonzi (2016)
- Adriana Tarud (2016)
- Erika Fontalvo (2016-2017)
- Cathy Beckerman (2016-2019)
- Daniella Álvarez (2017)
- Beatriz Helena Álvarez (2017) -reemplazos-
- Iván Lalinde (2016-2018)
- Alejandra Tamayo (2017-2018)
- Luis Eduardo Garzón (2017-2018)
- Silvia Corzo (2017-2018)
- Camilo Barreto (2017-2019)
- Margarita Ortega (2017-2024)
- Eliana Yutronic (2018)
- Luisa Fernanda Builes (2018)
- José Jiménez Rincón (2018)x
- Valentina Cuervo (2018-2022)
- César Chimbí Villanueva (2018-2024)
- Germán Arango (2018-2024)
- Stic Luengas Velandia (2018-2024) -reemplazos-±
- Luisa Fernanda Tobo (2019-2024)
- Luisa Fernández Soto (2020-2024) -reemplazos-±
- Daniela Bejarano Quintero (2022)
- Carlos Ruiz (2022) x -reemplazos-
- Juliana Duque (2022-2023)
- Daniela Pinto (2023-2024)
- Suad Rujana Salas (2024) -reemplazos-±

Notas
- ^ El presentador estuvo retirado durante un tiempo, pero regresó después.
- x Fueron presentadores oficiales o de manera esporádica, y permanecieron vinculados al noticiero como reporteros.
- ± Presentador sustituto.

## Directores
- Yamid Amat (1992-1998) / (2002-2024)^
- Mauricio Vargas (1998-1999)
- Ricardo Santamaría (1999-2001)
- Rafael Pardo (2001-2002)
- Cecilia Orozco (2002)

## Como productora de televisión
CM& empezó como programadora y productora el 1 de enero de 1998 bajo el nombre de CM& Televisión con el fin de producir la programación del Canal Uno. 
Durante la licitación que adjudicó los espacios de televisión entre 1992 y 2016, CM& Televisión se constituyó en una de las mayores concesionarias, operando en el Cadena Uno (hoy Canal 1). 
Aparte del noticiero diario de Canal 1 también producía los programas como: Agenda CM&, Pregunta Yamid, La Telepolémica, Musicales Uno, Boyacá Orgullo de América (Programa Institucional de la Gobernación de Boyacá), Gatos que ladran, José Gabriel, Jugando a la TV, Panorama, GPS, La revista y Guerreros (grabado en un estudio dividido en dos secciones).
El 14 de noviembre de 2024, CM& Televisión es liquidada tras de 33 años de trayectoria y reconocimiento en la industria de la televisión colombiana, tanto como una productora, una programadora, una empresa socio-inversionista y un proveedor de contenidos.

### Participación por el tercer canal privado
En el 2009, CM& Televisión se postuló para participar por la licitación tercer canal de televisión privado del país, en conjunto con el Grupo Nacional de Medios y el Grupo Prisa, pero en el 2010 se retiró por falta de garantías.

### Como socio-inversionista de Plural Comunicaciones
El 1 de mayo de 2017, CM& Televisión se transformó de programadora a una empresa socio-inversionista de Plural Comunicaciones.
En diciembre de 2022, CM& Televisión estuvo como empresa socio-inversionista de Plural Comunicaciones con el 20% de su participación, por lo que HMTV1 absorbió el 100% de su participación junto NTC Televisión y RTI Televisión, desde ese entonces CM& Televisión comenzaba a convertirse de una empresa socio-inversionista a un proveedor de contenido.